# Dirk Müller (kunstenaar)
Dirk Müller (Heemstede, 29 november 1946) is een Nederlandse beeldhouwer.

## Leven en werk
Müller, die werd opgeleid als schilder, tekenaar en beeldhouwer, is vooral bekend als omgevingskunstenaar en meubelontwerper. Hij werkt bij projecten samen met andere omgevings- en landschapskunstenaars, zoals Gerard Höweler, Dries Wiecherink en Ger Zijlstra.

## Enkele werken in de openbare ruimte
- Voetstappen  (1976), metrostation Waterlooplein in Amsterdam
- Steenplastiek (1976), Martin Luther Kingpark in Amsterdam
- Steen van Rosetta (1979), Park Frankendael in Amsterdam
- Steensculptuur (1981), Radboudumc in Nijmegen (met Gerard Höweler)
- Twee kleidelen (1983), Zevenkampsering in Rotterdam
- Fontein voor het Hof van Hillegom (1985) [1], Hoofdstraat in Hillegom

## Fotogalerij

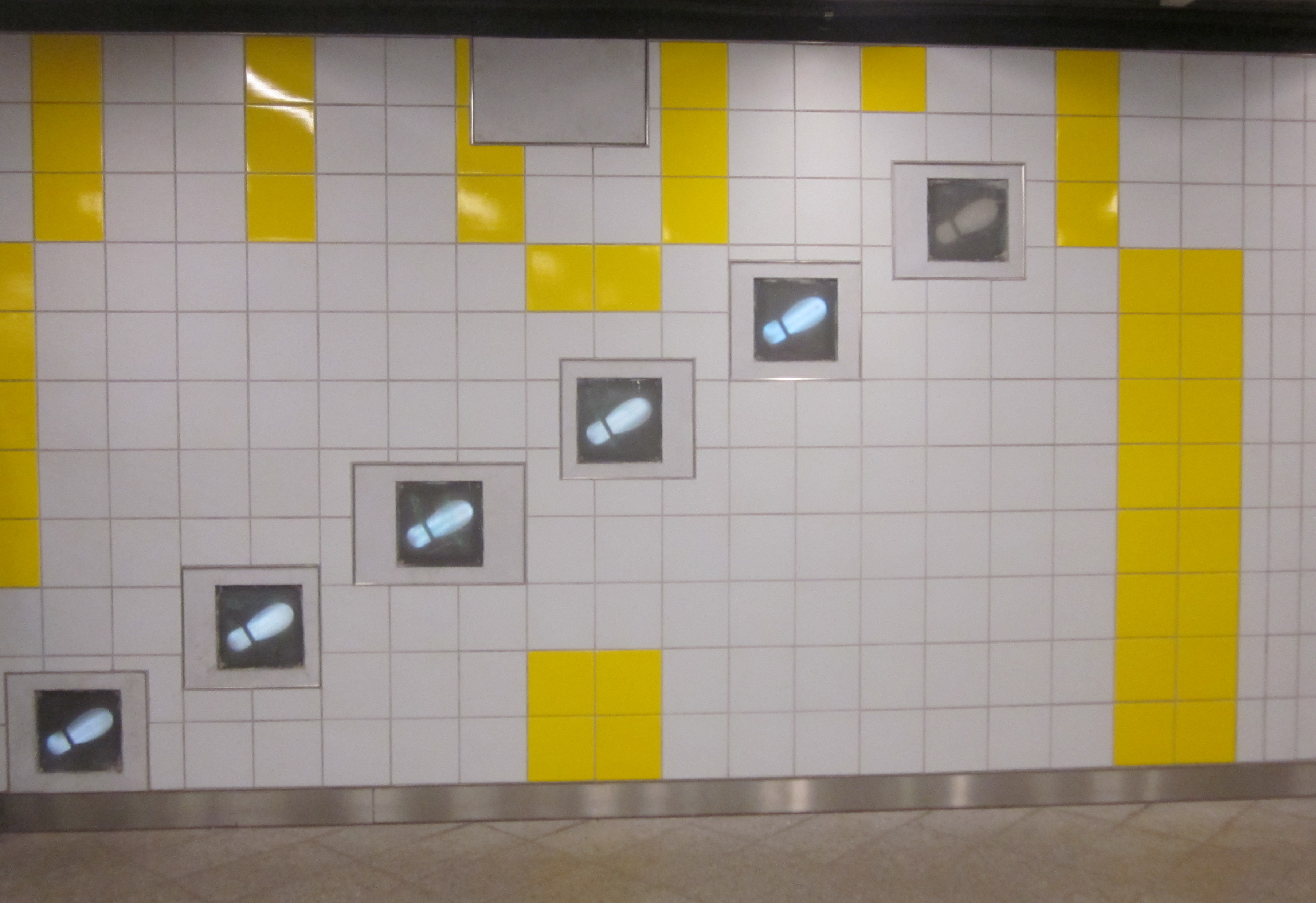
Voetstappen (1976), Amsterdam
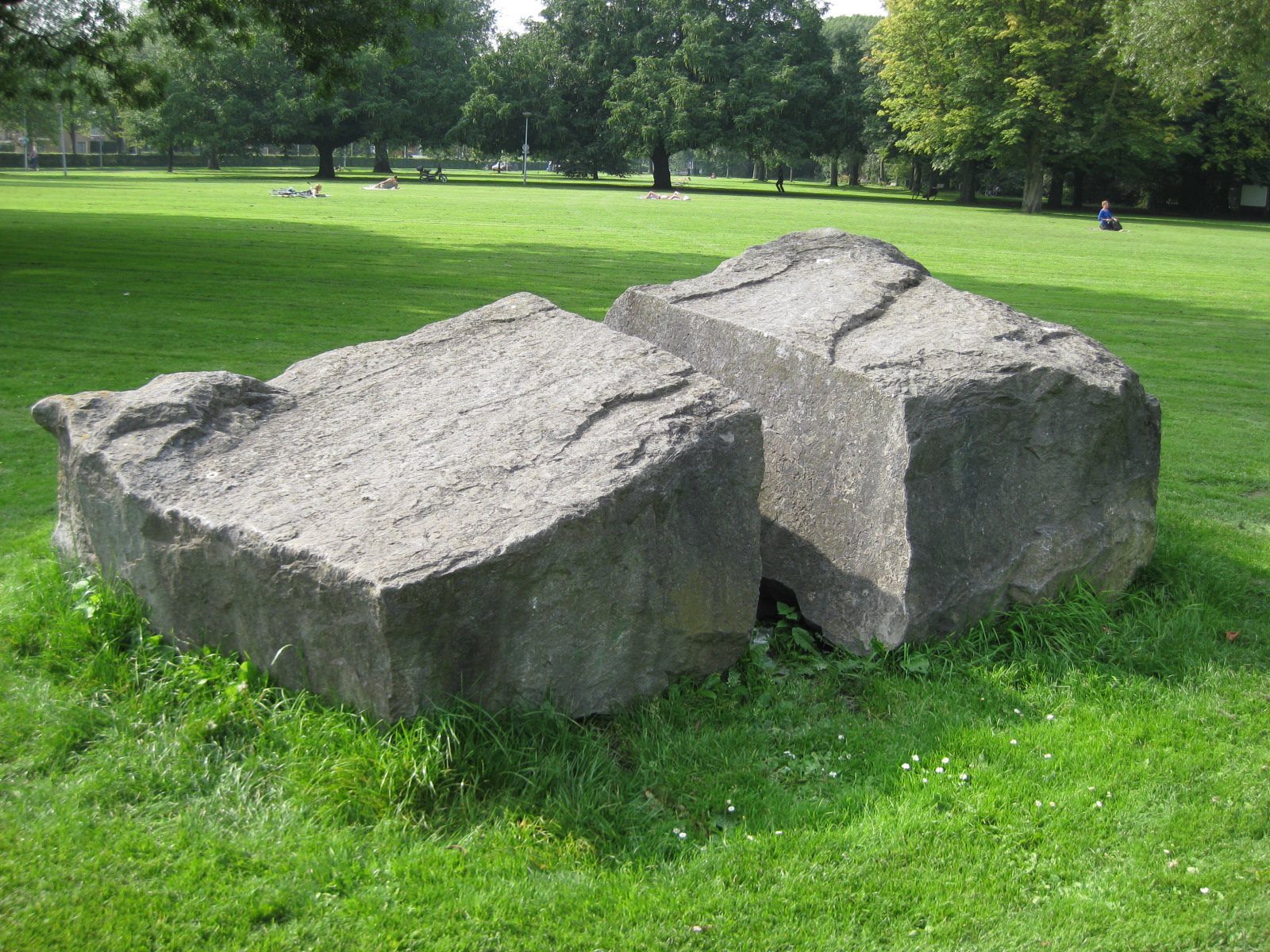
Steenplastiek (1976), Amsterdam
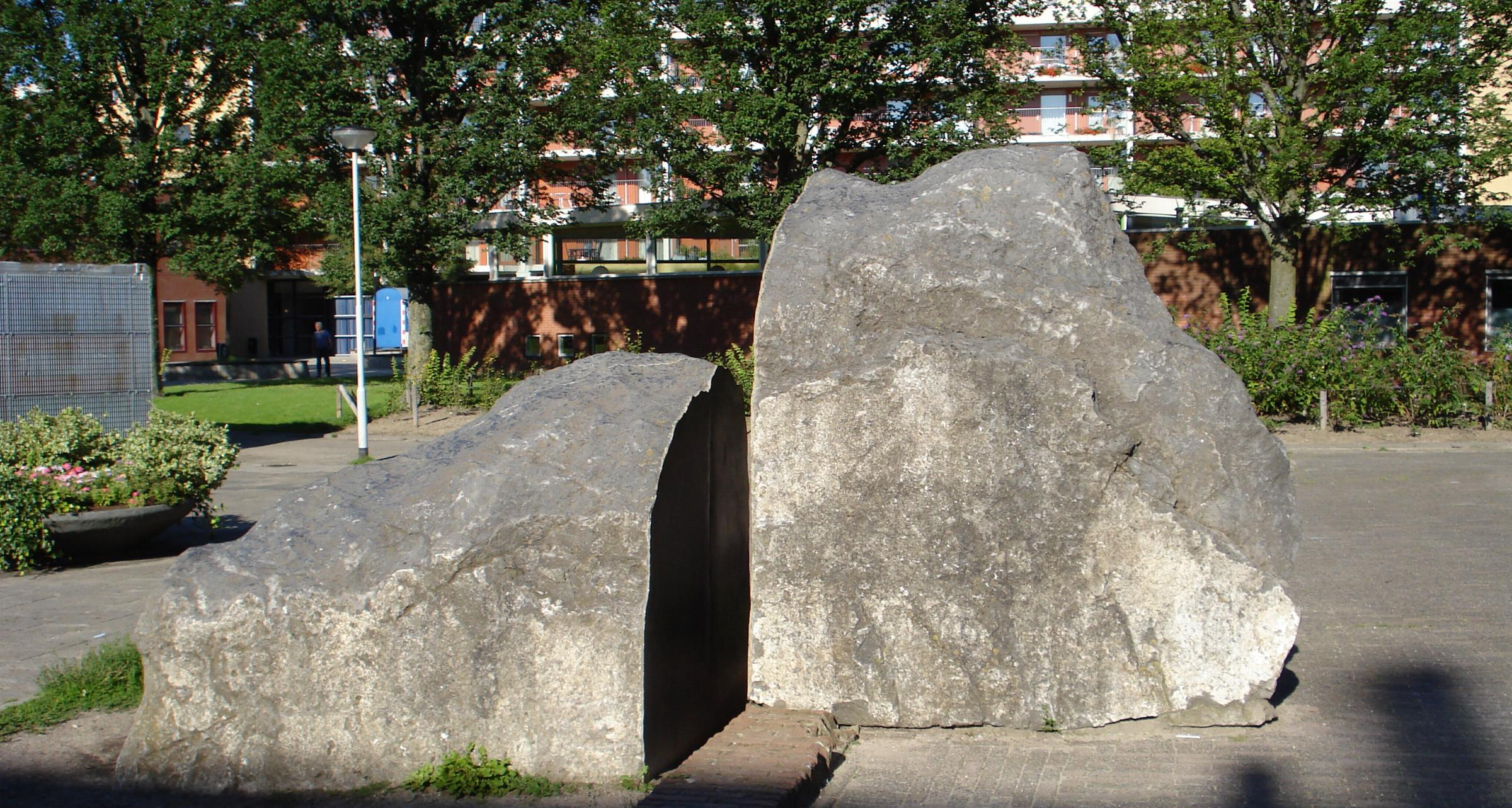
Twee kleidelen (1983), Rotterdam